# Robert Desnos

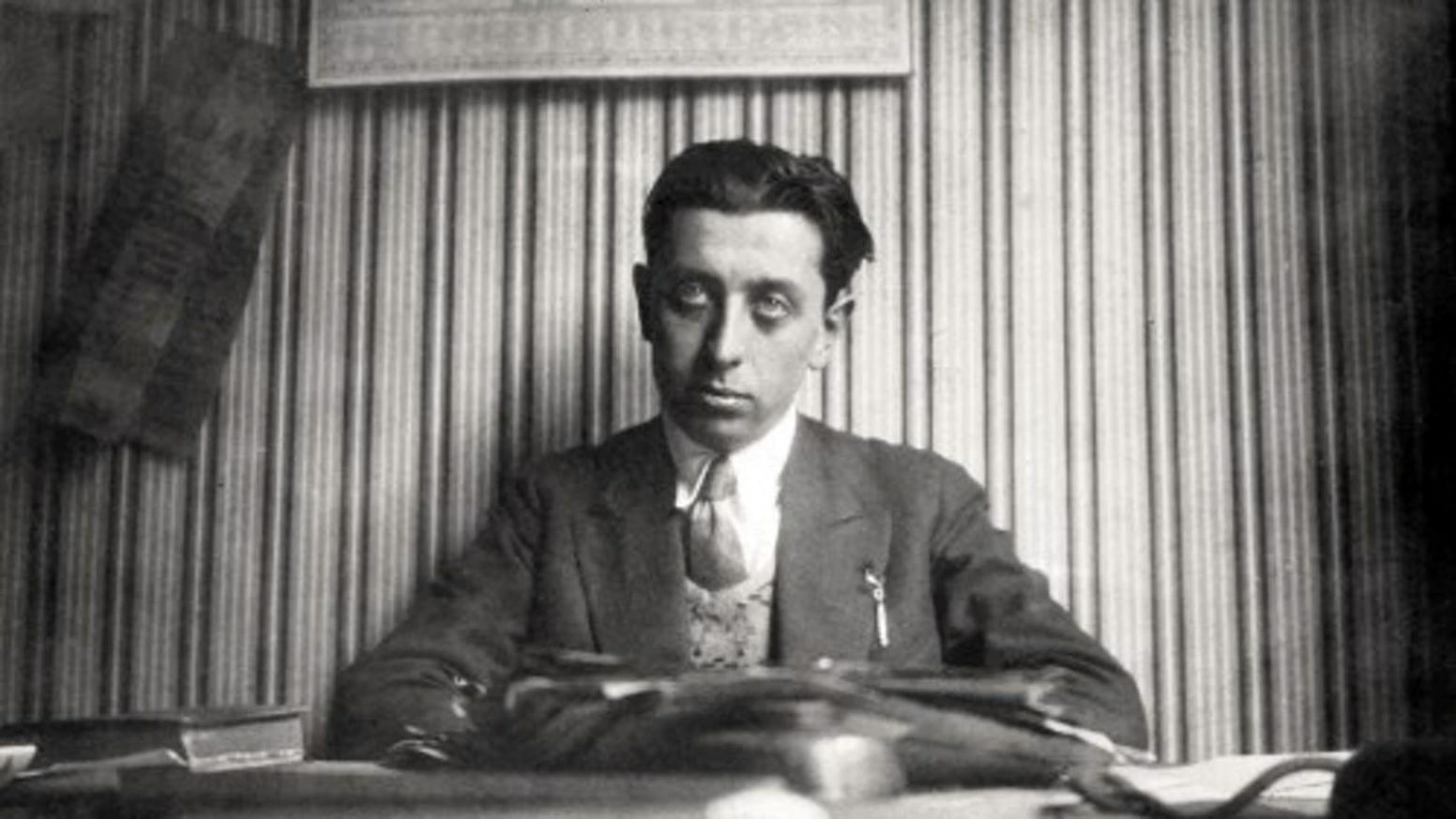
Robert Desnos, 1924

Robert Desnos (Parijs, 4 juli 1900 – Terezín, 8 juni 1945), was een Frans (surrealistisch) dichter en schrijver.

## Leven en werk

### Vroege periode, surrealisme
Desnos werd geboren te Parijs als zoon van een café-eigenaar. Hij doorliep de handelsschool en ging al op jonge leeftijd aan de slag als ambtenaar. Al snel begon hij echter te schrijven, aanvankelijk als literair columnist voor het dagblad Paris-Soir.
De eerste gedichten van Desnos (onder invloed van Rimbaud) verschenen al in 1917 in La Tribune des Jeunes. Door Benjamin Péret werd hij vervolgens geïntroduceerd in het dadaïstische en surrealistische milieu van Parijs (André Breton, Louis Aragon, Paul Eluard). Het resulteert in de poëziebundel Rose Sélavy (1922-1923), waarin hij een lans breekt voor de ‘écriture automatique’ en de droomwereld gebruikt als sleutel naar het onderbewuste. Ook Corps et Biens (1930) bevat veel van dergelijke experimenten en kan gelden als typisch voor wat de surrealisten in de jaren 1920-1930 zochten en beproefden. In 1930 brak Desnos echter met Breton en zijn medestanders, stellende dat hij zich niet meer kon vinden in het tot systeem gevonden surrealisme.

### Flamboyante verschijning
Desnos was een flamboyante verschijning in het Parijs van het interbellum. Niet alleen bewoog hij zich te midden van avant-gardistische schrijvers, maar ook schreef hij scenario’s voor experimentele films, zoals Emak Bakia (1927) en L’étoile de mer (1928) van Man Ray. Hij was veelvuldig te zien in het uitgaansleven, werd zwaar verliefd op chanteuse Yvonne George en trouwde met de extravagante Youki Foujita. In de jaren dertig had Desnos ook een spraakmakend radioprogramma op de nationale, genaamd ‘Fantomas’. Hij was bevriend met artistieke grootheden als Pablo Picasso, Ernest Hemingway en John Dos Passos.

### Oorlog en dood
Na zijn mobilisatie in 1939 keerde Desnos terug naar Frankrijk en publiceerde in 1942 zijn bundel Fortunes, met gedichten uit de periode 1925-1927, waaronder het bekende ‘Siramour’ en ‘The Night of Loveless Nights’. In 1943 verschijnt zijn roman Le vin est tiré, over de bevrijdende werking van drugs. Ondertussen was Desnos actief lid geworden van het Franse verzet. Op 22 februari 1944 werd hij aangehouden door de Gestapo en overgebracht naar het concentratiekamp Auschwitz, later naar Buchenwald, Flossenbürg en uiteindelijk naar Theresienstadt. Theresienstadt werd op 3 mei verlaten door de SS en op 8 mei 1945 bevrijd door het Russische leger en Tsjechische partizanen. Een van de Tsjechen, de student Robert Stuna, herkende de naam van Desnos op de lijst van zieken en wist hem op 2 juni te vinden, vel over been dodelijk verzwakt. "Ja ja, Robert Desnos, de dichter, dat ben ik", wist hij nog net te stamelen. Stuna bleef bij hem waken, probeerde Desnos te kalmeren, maar kon bij gebrek aan voldoende medicijnen weinig doen. Op 5 juni raakte Desnos in coma, op 8 juni om 5 uur in de ochtend overleed hij, waarschijnlijk aan tyfus.
Desnos werd begraven op het Cimetière du Montparnasse in Parijs.

## Galerij

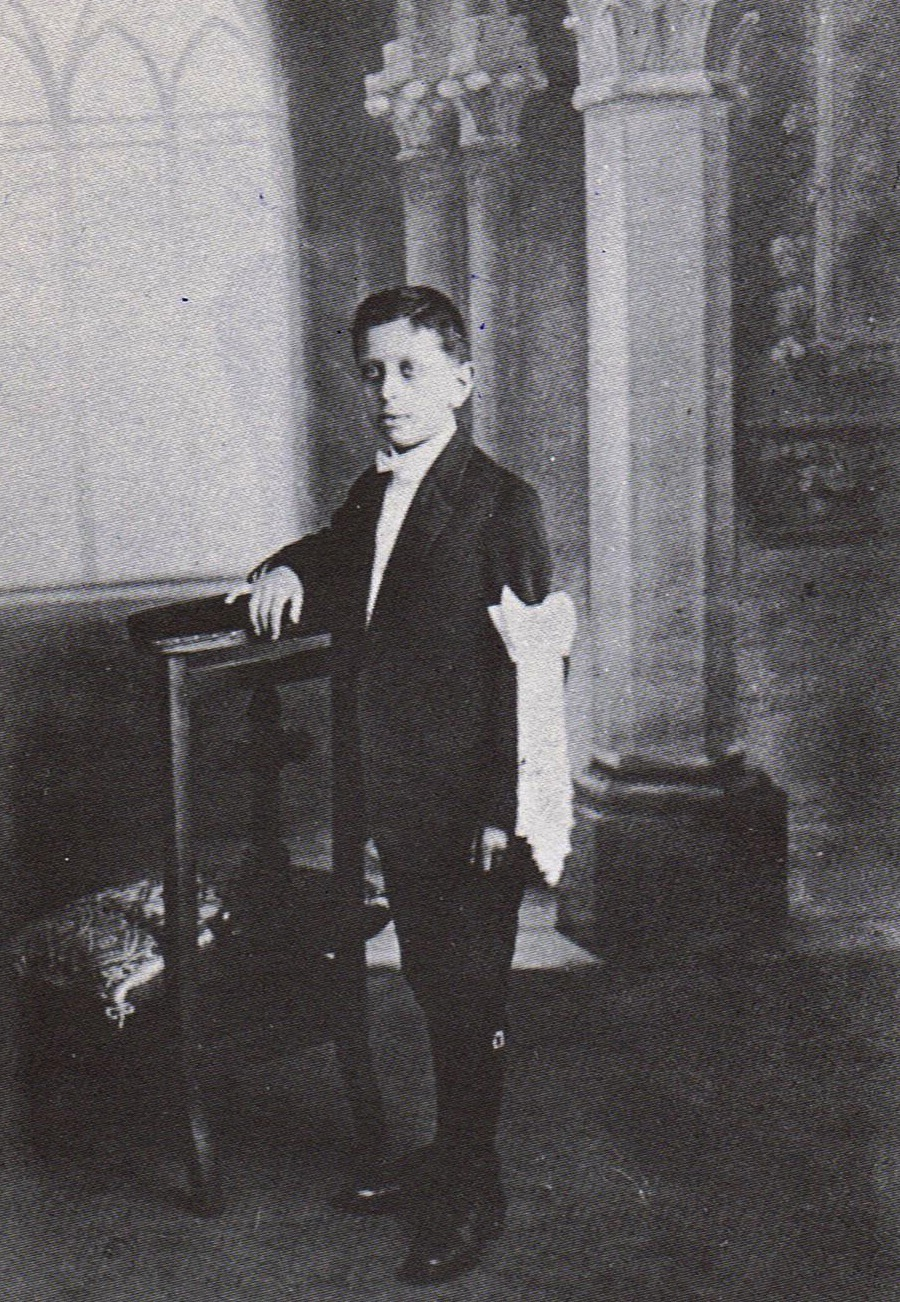
Robert Desnos, 1e communie
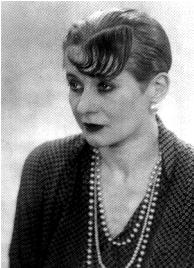
Yvonne George, 1928
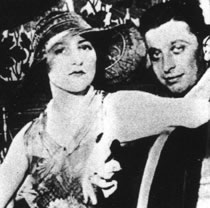
Desnos en Youki, jaren dertig

## Bibliografie

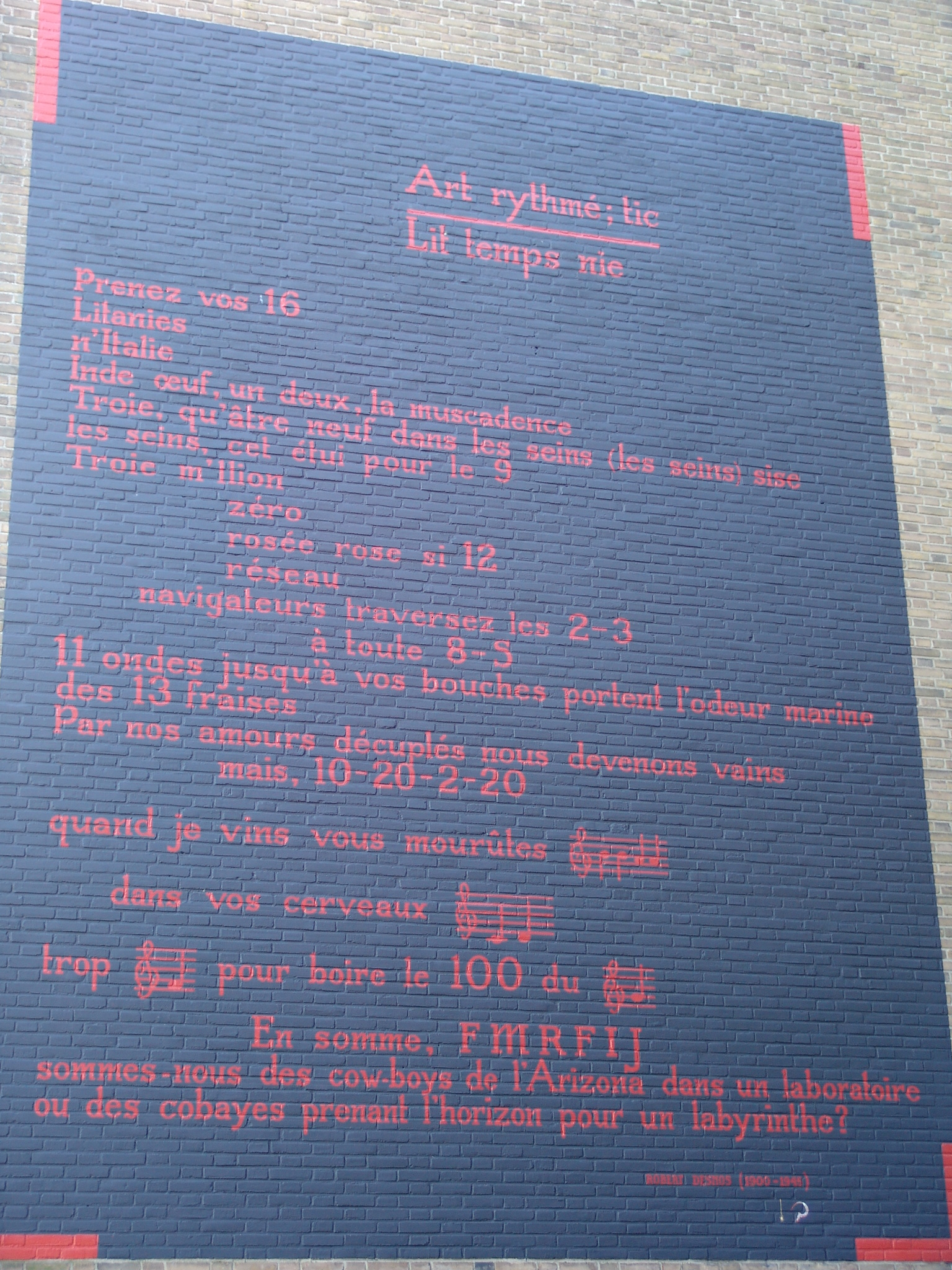
Gedicht Art rythmé van Desnos op een muur in Leiden